# Franz Janich
Franz Janich (* 5. Oktober 1895 in Marienwerder; † nach 1967) war ein deutscher Jurist und Polizeibeamter.

## Leben und Wirken
Nach dem Schulbesuch studierte Janich Rechtswissenschaften. Er beendete das Studium mit der Promotion zum Dr. iur. Anschließend trat er als Regierungsassessor in den Verwaltungsdienst ein. 1926 wurde er zum Regierungsrat, 1928 zum Oberregierungsrat und 1930 zum Ministerialrat in der Polizeiabteilung des Preußischen Innenministeriums ernannt. Ebenfalls 1930 wurde er zum stellvertretender Leiter der politischen Gruppe derselben Abteilung ernannt. In dieser Eigenschaft war er an der Bekämpfung der NSDAP und der Vorbereitungen der Notverordnungen beteiligt, die zu diesem Zweck erlassen wurden. Er stand der Zentrumspartei nahe.
1933 wurde Janich zum Leiter der Politischen Gruppe im Preußischen Innenministerium ernannt. Im Dezember 1933 wurde er ins Geheime Staatspolizeiamt versetzt, in dem er mit der Organisation und Verwaltung der Konzentrationslager beauftragt wurde. Er war Mitte 1933 der SA beigetreten, eine Parteimitgliedschaft in der NSDAP ist nicht nachweisbar.
Am 15. Februar 1934 wurde er ins Landwirtschaftsministerium  versetzt, um dort Pläne vorzubereiten, die eine produktive Verwendung der KZ-Häftlinge in den Moorlagern im Regierungsbezirk Osnabrück bezweckten. Da ihm aber aus der Partei weiterhin seine Aktivität gegen die Nationalsozialisten vor 1933 vorgehalten wurde, wurde er aus dem Staatsdienst entlassen,.
Im Mai 1937 gründete Janich mit Kurt Schönner eine Anwaltskanzlei, die ihren Sitz in Berlin Unter den Linden 38 hatte.
In der Nachkriegszeit war Janich zunächst Personalreferent beim Oberpräsidium Düsseldorf. Nachdem er dort aufgrund seiner politischen Belastung aus dem Staatsdienst entlassen worden war, arbeitete er als Rechtsanwalt und Notar in Solingen und ist dort noch 1967 nachweisbar.
Janich war seit 1914 Mitglied der katholischen Studentenverbindung KDStV Winfridia Breslau.

## Bewertung
Christoph Graf beschreibt Janichs Karriere: „Ein interessanter Fall eines republikanischen, außerordentlich erfolgreichen und antinazistischen Karrierebeamten an entscheidender Position des preußischen Innenministeriums, der nach dem Papenputsch offenbar völlig umschwenkt und auch 1933 übernommen, ja mit ausgesprochen heiklen Aufgaben betraut, schon vor dem Abschied von Diels aber entfernt wird. Von Diels […] als rechtlich gesinnter Beamter gelobt, von republikanisch gesinnten Beamten der Politischen Polizei hingegen als opportunistischer NS-Sympathisant ab 1932 bezeichnet. Wohl typisches Beispiel einer damals weitverbreiteten Beamten-Mentalität.“

## Schriften
- Das Missverständnis in seinem Verhältnis zu Irrtum und Dissens, insbesondere in Beziehung auf Vertragsverhältnisse, Frankenstein i.Schl. 1917 (Dissertation)
- Die polizeiliche Behandlung von Versammlungen, Druckschriften und Plakaten : unter bes. Berücks. d. Vorschriften f. d. Wahlzeit ; nach Gesetz, Rechtsprechg u. ministeriellen Richtlinien f. d. Praxis, gemeinsam mit Kurt Schönner, Verlag Gersbach & Sohn Berlin 1928
- Der kleine Ratgeber im Wahlkampf für Versammlungen, Druckschriften, Plakate, Ein Handbuch f. d. Praxis. Hrsg. gemeinsam mit Franz Schönner, Gersbach Verlag Berlin 1930
- Die Verordnungen gegen politische Ausschreitungen 〈Verordnungen d. Reichspräsidenten vom 14. u. 28.6.1932-RGBl. 1 S. 297 u. 339-〉 mit den Ausführungsbestimmungen des Reichs und Preußens : Für d. polizeiliche Praxis, gemeinsam mit Kurt Schönner, Gersbach Verlag Berlin 1932
- Die Verordnung zum Schutze des deutschen Volkes (Verordnung des Reichspräsidenten vom 4. Februar 1933) : mit den einschlägigen Nebengesetzen und den Ausführungsbestimmungen des Reichs und Preußens unter Berücksichtigung der höchstrichterlichen Rechtsprechung, Verlag Gersbach & Sohn Berlin 1933
- Strafrechts-Lehrgang, Bali Verlag Berlin 1935